# Matteo Becucci (album)
Matteo Becucci è il terzo album dell'omonimo cantante italiano, pubblicato il 3 maggio 2011.

## Tracce
1. La cucina giapponese (album vrs[1])
2. Fare a meno di te
3. L'assenza
4. Sangue caldo
5. Ti regalerò
6. Il sole splende (Matteo Becucci, Francesco Sighieri, Pier Cortese, Pietro Stefanini)
7. Era di maggio (Matteo Becucci, Francesco Sighieri, Pier Cortese, Pietro Stefanini)
8. Un posto per te
9. Dicembre
10. Zitto
11. Un'altra ipotesi di felicità

## Classifiche
| Classifica (2011) | Posizione massima |
| ----------------- | ----------------- |
| Italia            | 58                |